# Bazylika św. Franciszka Ksawerego w Dyersville
Bazylika św. Franciszka Ksawerego w Dyersville (ang. Basilica of Saint Francis Xavier in Dyersville) to bazylika rzymskokatolicka w mieście Dyersville, Iowa w Stanach Zjednoczonych.  Świątynia została zbudowana w stylu neogotyk w 1889.  Mieści się przy 114 2nd St. SW. Pełni również funkcje kościoła parafialnego.  Bazylika jest wpisana do rejestru National Register of Historic Places.

## Linki zewnętrzne

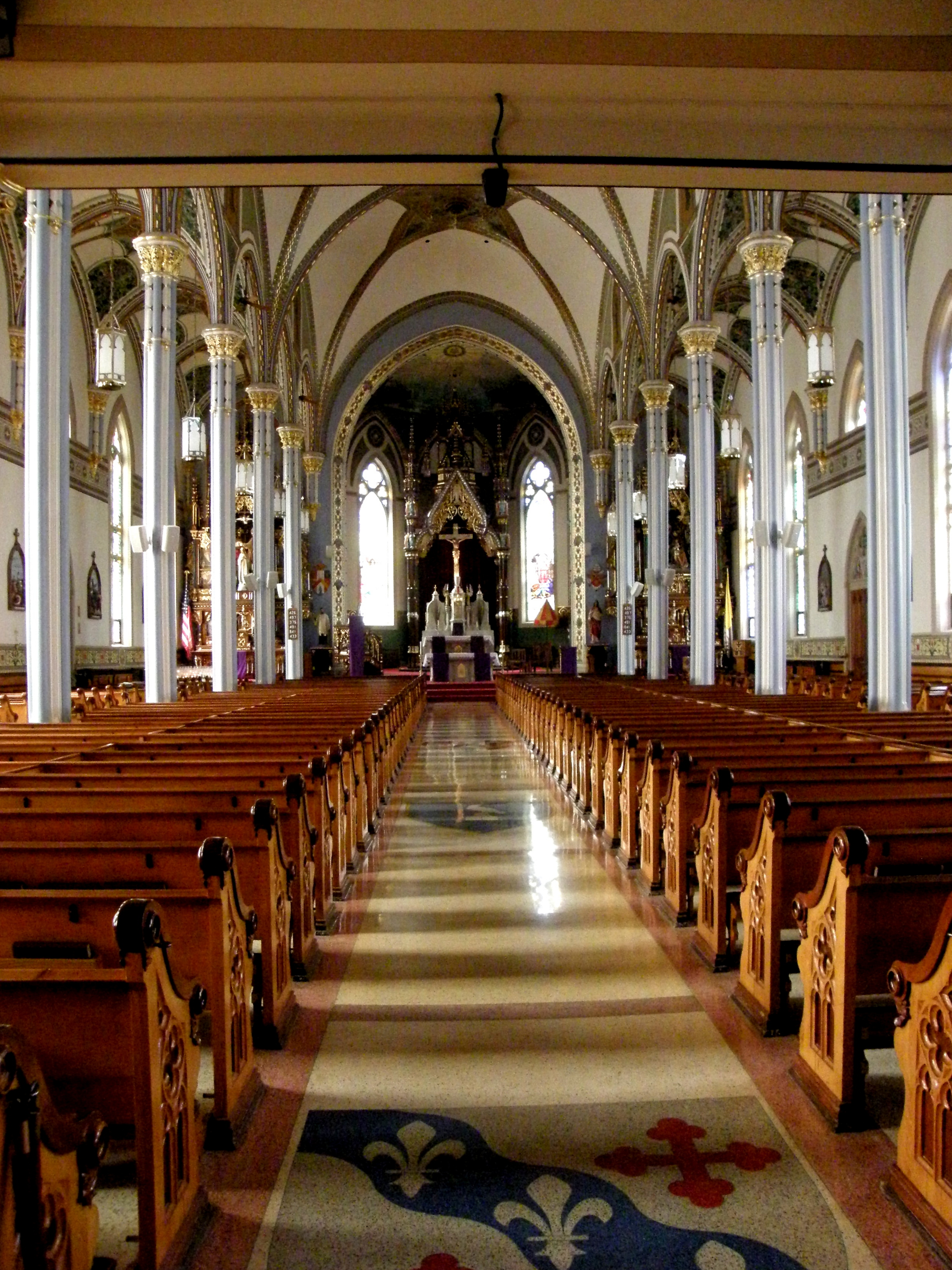
Wnętrze